# O Bandolim de Corelli
Captain Corelli's Mandolin (Brasil: O Bandolim de Corelli / Portugal: O Bandolim do Capitão Corelli), é um romance de 1994 do escritor britânico Louis de Bernières, ambientado na ilha grega de Cefalônia à época da ocupação italiana e alemã, durante a Segunda Guerra Mundial.
Os personagens principais são Antonio Corelli, um capitão do exército italiano, e Pelagia, a filha do médico local, Dr. Iannis. Um evento importante retratado no romance é o massacre de soldados italianos pelos alemães, em setembro de 1943. Cerca de 1,500 soldados italianos morreram nos combates, 5,000 foram fuzilados após a rendição e 3,000 se afogaram quando o navio que os levava detidos para a Alemanha naufragou ao atingir uma mina.
Em 2003, o livro ficou na 19.ª colocação numa pesquisa feita pela BBC para eleger os 100 romances preferidos do público britânico.